# Првих седам васељенских сабора
Првих седам васељенских сабора у историји хришћанства укључује сљедеће сабора: Први никејски сабор 325, Први цариградски сабор 381, Ефешки сабор 431, Халкидонски сабор 451, Други цариградски сабор 553, Трећи цариградски сабор 680—681. и посљедњи Други никејски сабор 787. године.
Ових седам догађаја представљало је покушај црквених вођа да постигну ортодоксни консензус, успоставе мир и развију јединствени хришћански свијет. И источни хришћани — Православна црква, Древноисточне цркве, Црква Истока — и западни хришћани — Католичка црква, Англиканска заједница, Утрехтска унија, Пољска национална католичка црква и неке скандинавске лутеранске цркве — прате легитимитет свог свештенства апостолским насљеђем до овог периода и даље, до ранијег периода који се назива Рана црква.
Ово доба почиње Првим никејским сабором 325, који је сазвао цар Константин I након његове побједе над Лицинијем и учвршћивањем његове владавине над Римским царством. На Првом никејском сабору усвојен је Никејски симбол вјере који су у свом изворном облику и према измјенама на Првом цариградском сабору 381. сви каснији сабори видјели као камен темељац ортодоксне доктрине о Тројици.
Православна и Католичка црква прихватају свих седам ових сабора као легитимне васељенске саборе. Нехалкидонске Древноисточне цркве прихватају само прва три, док неефешка Црква Истока прихвата само прва два. Постоји и један додатни Трулски сабор одржан 692. између шестог и седмог васељенског сабора, који је издао организациона, литургијска и канонска правила, али није расправљао о теологији. Само међу православљем његова власт обично се сматра васељенском, међутим православци га не сврставају међу седам општих сабора, већ га сматрају наставком петог и шестог сабора. Католичка црква не прихвата Трулски сабор, али и римски магистеријум и мањи број православних архијереја и теолога сматрају да је послије првих седам постојало још васељенских сабора (нпр. Четврти цариградски сабор, Пети цариградски сабор и четрнаест додатних васељенских сабора послије раскола, који су канонски за католике).

## Сабори
| Сабор                   | Датум                                 | Сазвао                                        | Предсједавао                                                                               | Присутност (отприл.) | Теме |
| ----------------------- | ------------------------------------- | --------------------------------------------- | ------------------------------------------------------------------------------------------ | -------------------- | --- |
| Први никејски сабор     | 325 (20- мај — 19. јуна)              | цар Константин I                              | Осија Кордовски (и цар Константин)                                                         | 318                  | Аријанство, Христова природа, прослава Пасхе (Ускрс), забрана кастрирања, забрана клечања недјељном литургијом и од Ускрса до Педесетнице, крштење павловаца и друга питања                                         |
| Први цариградски сабор  | 381 (мај—јул)                         | цар Теодосије I                               | Тимотеј Александријски, Мелетије Антиохијски, Григорије Назијански и Нектарије Цариградски | 150                  | Аријанство, аполинаризам, савелијанство, Дух Свети, Мелетијев насљедник |
| Ефешки сабор            | 431 (22. јун — 31. јул)               | цар Теодосије II                              | Кирил Александријски                                                                       | 200–250              | Несторијанство, богомајчинство, пелагијанство |
| Халкидонски сабор       | 451 (8. октобар — 1. новембар)        | цар Марсијан                                  | Папински легати Пасхасин, Луценције и Бонифације                                           | 520                  | Пресуде донијете на Другом ефешком сабору 449, наводни преступи александријског епископа Диоскора, однос између човјечије и божанске природе Исуса, многи спорови у које су умијешани поједини епископи и личности. |
| Други цариградски сабор | 553 (5. мај — 2. јун)                 | цар Јустинијан I                              | Евтихије Цариградски                                                                       | 152                  | Несторијанство монофизитствоM |
| Трећи цариградски сабор | 680-681 (7. новембар — 16. септембар) | цар Константин IV                             | Георгије I Цариградски                                                                     | 300                  | Монотелитизам, људска и божанска природа Исуса |
| Други никејски сабор    | 787 (24. септембар — 23. октобар)     | цар Константин VI и царица Ирина (као регент) | Тарасије Цариградски, легати папе Хадријан I                                               | 350                  | Иконоборство |

### Први никејски сабор (325)
Цар Константин сазвао је овај сабор да ријеши контроверзно питање, однос између Исуса Христоса и Бога Оца. Цар је желио да се о томе успостави заједнички договор. Представници су долазили из цијелог царства, које је цар дотирао. Прије овог сабора, епископи су држали помјесне саборе, попут Јерусалимског сабора, али није било заједничког или васељенског сабора.
Сабор је саставио изјаву о заједничким вјеровањима, првобитни Никејски симбол вјере, која је добила скоро једногласну подршку. Саборски опис „једнородног Сина Божјег”, Исуса Христоса, као исте супстанце са Богом Оцем, постао је камен темељац хришћанског тринитаризма. Сабор се такође бавио питањем датума Ускрса (погледати квартециманизам и спор о датуму Ускрса), признао право Александријске столице на јурисдикцију изван своје провинције (по аналогији с јурисдикцијом коју је имао Рим) и прерогативе цркава у Антиохији и остале провинције и одобрио почасно мјесто Јерусалиму, али без митрополитског достојанства.
Сабору су се противили Аријанци, а Константин је покушао да помири Арија, по коме је јерес добила име, са Црквом. Када је Арије умро 336, година дана прије Константинове смрти, спор се наставио, а различите одвојене групе су на овај или начин заговара склоности ка Арију. Двоструки сабор Источних и Западних епископа 359. потврдио је формулу по којој се каже да су Отац и Син слични у складу са светим списима, што је била круна побједе аријанства. Противници аријанства су се окупили, а Први цариградски сабор 381. означио је коначну побједу никејске ортодоксије унутар Царства, иако се аријанство до тада проширило на германска племена, међу којима је постепено нестало након христијанизације Франака 496. године.

#### Константинова наруџба Библија
Константин Велики је 331. наручио од Јевсевије педесет Библија за Цариградску цркву. Атанасије је забиљежио александријске писце око 340. који су припремали Библије за Констанса. Мало се зна, мада има много нагађања. На примјер, спекулише се да је то можда дало мотивацију за спискове канона, те да су Ватикански рукопис или Синајски рукопис примјери ових Библија. Заједно са Пешитом и Александријским рукописом, то су најстарије хришћанске Библије.

### Први цариградски сабор (381)
Сабор је одобрио Никејски симбол вјере, који користи већина Древноисточних цркава. Православна црква користи саборски текст, али са глаголима који изражавају вјеровање у једнини: Πιστεύω (вјерујем) умјесто Πιστεύομεν (вјерујемо). Латински обред Римокатоличке цркве такође користи једнину и, осим у грчкој верзији, додаје двије фразе, Deum de Deo (Бога од Бога) и Filioque (и Сина). Облик који користи Јерменска апостолска црква, која је дио древноисточног хришћанства, има много више додатака. Овај потпунији симбол вјере је можда постојао прије Сабора и вјероватно потиче од симбола вјере током крштења у Цариграду.
Сабор је такође осудио аполинаризам, учење да у Христу нема људског ума ни душе. Такође је Цариграду додијељено почасно првенство над свим црквама, осим Рима.
Сабор није укључивао западне епископе или римске легате, али касније прихваћен као васељенски на Западу.

### Ефешки сабор (431)
Теодосије II сазвао је сабор како би се ријешила христолошка контроверза око несторијанизма. Несторије, патријарх Цариграда, противио се употреби израза теотокос (грч.  — „Богородица”). Овај израз су дуго користили православни писци, а стекао је популарност заједно са привржености Марији као мајци Божијој. Он је наводно проповиједао да постојале двије одвојене особе у оваплоћеном Христу, мада је спорно да ли је он то заиста проповиједао.
Сабор је свргнуо Несторија, одбацио несторијанство и прогласио Дјевицу Марију Богородицом.
Након цитирања Никејског симбола вјере у изворном облику, као на Првом никејском сабору, без измјена и допуна на Првом цариградском сабору, проглашено је да „нико не смије износити, или писати, или састављати другу (ἑτέραν) вјеру осим оне коју су установили свети Оци сабрани Духом Светим у граду Никеја”.

### Халкидонски сабор (451)
Сабор је одбацио Евтихијево учење о монофизитству, описао и израдио ипостатски савез и двије Христове природе, људску и божанску; усвојио Халкидонски симбол вјере. За оне који га прихватају (православци, католици и већина протестаната) то је Четврти васељенски сабор.

#### Прије сабора
У новембру 448. Цариградски сабор је осудио Евтихија због неправовјерја. Евтихије, архимандрит (игуман) великог цариградског манастира, проповиједао је да Христос није консубстанцијалан са човјечанством.
Теодосије II сазвао је сабор у Ефесу 449, на којем је Евтихије ослобођен и враћен у свој манастир. Овај сабор је поништио Халкидонски сабор и означио га као ''Latrocinium (тј. „разбојнички сабор”).

### Други цариградски сабор (553)
Овај сабор је осудио одређене списе и ауторе који су заступали несторијанство. Овај потез подстакао је цар Јустинијан у настојању да помири хришћане монофизите, чему се противио Запад, а папино прихватање сабора изазвао је велики раскол.

#### Три поглавља
Прије Другог цариградског сабора дуге се водила полемика о поступању према три теме, за које се сматрало да су наклоњене несторијанству, јереси по којој постоје двије одвојене особе у оваплоћеном Христу. Цар Јустинијан је осудио Три поглавља, надајући се да ће овим противнесторијанским жаром добити наклоности мијафизита. Монофизити вјерују да у оваплоћеном Христу постоји само једна природа (тј. божанска), а не двије, док мијафизити вјерују да су двије Христове природе уједињене као једна и да се разликују само у мислима.
Источни патријарси подржали су цара, али се на Западу замјерало због мијешања, папа Вигилије се опирао његовом едикту због тога што су се противили Халкидонским декретима. Јустинијанова политика је у ствари била напад на антиохијску теологију и одлуке Халкидона. Папа је прихватио и осудио Три поглавља, али су га протести на Западу повукли ка осуди. Цар је засвао Други цариградски сабор ради рјешавања спора.

#### Саборски поступак
Сабор, коме су присуствовали углавном источни епископи, осудио је Три поглавља и, посредно, папу Вигилија. Такође потврђена намјера Цариграда да остаје у заједници с Римом.

#### Након сабора
Вигилије је изјавио своју покорност сабору, као и његов насљедник, папа Пелагије I.  Сабор није одмах признат као васељенски на Западу, а Милан и Аквилеја су чак прекинули заједницу с Римом због тог питања. Раскол је превазиђен тек крајем 6. вијека за Милано и крајем 7. вијека за Аквилеју.
Политика цара Јустинијана није успјела да помири монофизите.

### Трећи цариградски сабор (680—681)
Трећи цариградски сабор (680—681): одбачен монотелитизам, доктрина која је добила широку подршку када је формулисана 668; сабор је потврдио да је Христос има и људску и божанску природу.

#### Трулски сабор (692)
Трулски сабор или Пето-шести сабор 692. није прихватила Римокатоличка црква. Пошто је то углавном био административни сабор за подизање неких локалних канона на васељенски статус, успостављање принципа свештеничке дисциплине, обраћање библијском канону, без утврђеног питања доктрине, Православна црква га не сматра пуноправним сабором, већ га сматра наставком петог и шестог сабора. Сабор је додијелио црквено одобрење пентархији као влади државне цркве Римског царства.

### Други никејски сабор (787)
Други никејски сабор одржан је 787. године. Цар Константин V сазвао је Хијеријски сабор, на којем је одлучено да се на слика Исуса погрешно представља, а да су слике Богородице и светаца идоли. Други никејски сабор обновио је поштовање икона и окончао прво иконоборство.

## Каснији догађаји
Цар Михаило III свргнуо је током 9. вијека цариградског патријарха Игњатија, а на његово мјесто поставио Фотија. Папа Никола I прогласио је свргнуће Игњатија неважећим. Након што је Михаило убијен, Игњатије је без оспоравања враћен на мјесто патријарха, а Цариградски сабор 869—870, који на Западу сматрају васељенским, анатемисао је Фотија. Послије Игњатијеве смрти 877. Фотије је поново постао патријарх, а други Цариградски сабор 879—880, који се на Истоку сматра васељенским, поништио је одлуку претходног сабора.